# Sangarrén
Sangarrén község Spanyolországban, Huesca tartományban. Sangarrén Tardienta, Almudévar, Vicién, Huesca, Albero Bajo és Barbués községekkel határos. Lakosainak száma 221 fő (2024).

## Népesség
A település népessége az utóbbi években az alábbiak szerint változott:
| Lakosok száma | 274  | 274  | 262  | 257  | 227  | 212  | 220  | 223  | 219  | 221  |
|               | 2001 | 2004 | 2007 | 2009 | 2012 | 2014 | 2017 | 2019 | 2022 | 2024 |